# Лоши момци заувек
Лоши момци заувек (енгл. Bad Boys for Life) америчка je акциона филмска комедија из 2020. године редитељског двојца Адила Ел Арбија и Билала Фалаха, а по сценарију Криса Бремнера, Питера Крејга и Џоа Карнахана из приче чији су аутори Питер Крејг и Џо Карнахан, док су продуценти филма Џери Брукхајмер, Вил Смит и Даг Белград. Представља наставак филма Лоши момци 2 из 2003. године и трећи филм у серијалу о Лошим момцима. Музику је компоновао Лорн Балф.
Насловне улоге тумаче Вил Смит као детектив поручник Мајкл Лаури и Мартин Лоренс као инспектор Маркус Бернет, док су у осталим улогама Ванеса Хаџенс, Александар Лудвиг, Чарлс Мелтон, Паола Нуњез, Кејт дел Кастиљо, Ники Џам и Џо Пантолијано.  Светска премијера филма је одржана 17. јануара 2020. године у Сједињеним Америчким Државама.
Са буџетом који је износио 90 милиона долара и зарадом на светском нивоу од 425,5 милиона долара, филм се тренутно налази на првом месту по заради у САД и свету за 2020. годину, а уједно је и најуспешнији (по заради) наставак у трилогији Лоши момци.

## Радња
Изабел Аретас, удовица мексичког нарко-боса Бенита Аретаса, бежи из затвора у Мексику уз асистенцију свог сина Арманда. Изабел пошаље Арманда у Мајами, са задатком да покупи позамашну количину новца коју је сакрио његов отац Бенито, као и да побије људе који су одговорни за хапшење његовог оца и његову каснију смрт у затвору, укључујући и детектива Мајка Лаурија, изричито нагласивши да њега убије последњег.
У Мајамију, Мајк се придружује свом партнеру Маркусу Бернету на прослави рођења његовог првог унука. Желећи да проводи више времена са својом породицом, остарели Маркус саопшти Мајку да намерава да оде у пензију, на шта се Мајк разочара. Током забаве, Мајк бива рањен од стране Арманда и пада у вишемесечну кому. Након што Изабел изгрди Арманда што је Мајка упуцао првог уместо последњег, како је изричито захтевала, Армандо наставља да убија остале мете са свог списка током Мајковог опоравка.
Након опоравка, Мајк је решен да се освети и безуспешно покушава да приволи сада већ пензионисаног Маркуса да му се придружи, при чему избије свађа између њих. Мајк насилним путем сазнаје идентитет препродавца оружја Букера Грасија од доушника. Схвативши да се Мајк неће повиновати наређењу да се не меша у истрагу, капетан Конрад Хауард му невољно допусти да ради са елитним тимом опремљеним високом технологијом, Advanced Miami Metro Operations (AMMO), који је надлежан за случај, под вођством његове бивше девојке Рите. Док тим врши присмотру Грасија приликом препродаје оружја, Мајк закључи да купци намеравају да убију Грасија и интервенише, али не успева да га спасе. Касније, Маркуса назове Карвер Реми, стари доушник који верује да му је убица за петама. Маркус контактира Мајка и њих двојица одлазе до Карвера, али стижу прекасно да би могли да га спасу. Армандо побегне након краћег окршаја песницама са Мајком.
Капетан Хауард касније саопшти Мајку своје намере да такође оде у пензију, саветујући Мајку да нађе свој пут даље у животу. Неколико тренутака касније Армандо га убије. Након капетанове сахране Маркус реши да се врати у службу, али одлучи да ради са Ритиним тимом. Они проналазе Грасијевог књиговођу, који их одведе до Лоренца "Цвај-Лоа" Родригеза. Они се инфилтрирају на Цвај-Лоову рођенданску журку, али Цвај-Ло побегне аутомобилом из клуба. Армандо спасе Цвај-Лоа хеликоптером, али га убије након што му он својим телом блокира нишан ка Мајку. Након што га нанишани, Армандо изговори Мајку "Hasta el fuego". Маркус спасе Мајка пуцајући са земље у хеликоптер, а Мајк падне у реку испод хеликоптера.
AMMO тим бива распуштен због неуспеле операције. Насамо, Мајк открива Маркусу да је могуће да је Армандо његов син. Пре него што је постао Маркусов партнер, Мајк је радио на тајном задатку, инфилтриравши се у Аретасов картел, где је упознао Изабел. Њих двоје су се заљубили и намеравали да побегну заједно, користећи измишљену тајну узречицу "Hasta el fuego". Мајк је, на крају, ипак остао лојалан полицији, схвативши колико је Изабел постала опасна (практикује црну магију). Упркос Мајковом противљењу, Маркус и распуштени AMMO тим му се придружују у Мексико Ситију, где се Мајк упутио да се суочи са Изабел.
У палати Идалго, Мајк се сусреће са Изабел и прекори је због скривања истине од њега. Убрзо долази до пуцњаве између AMMO тима и Изабелиних људи. Маркус упуца пилота Изабелиног хеликоптера, који се сруши у централни хол, изазвавши пожар. Маркус се супротстави Изабел, док Мајк покушава да објасни истину Арманду. Армандо почне да премлаћује Мајка, али он одбија да узврати. Армандо захтева од своје мајке да му каже истину, на шта она потврди да је Мајк Армандов прави отац. Схвативши да је задатак за који се обучавао целог живота био лаж, Армандо покушава да заштити свог оца, услед чега Изабел ненамерно упуца Арманда у прса нишанећи Мајка. Разгневљена, Изабел покушава да докрајчи Мајка, али је Рита предухитри, услед чега Изабел падне у ватру у приземљу.
Нешто касније, Рита бива унапређена у полицијског капетана, док Мајк и Маркус бивају распоређени на руководеће позиције унутар AMMO тима. Мајк посети покајничког Арманда у затвору, понудивши му прилику да се искупи, што овај прихвати.

## Улоге
| Глумац            | Улога                         |
| ----------------- | ----------------------------- |
| Вил Смит          | детектив поручник Мајкл Лаури |
| Мартин Лоренс     | инспектор Маркус Бернет       |
| Ванеса Хаџенс     | Кели                          |
| Александар Лудвиг | Дорн                          |
| Чарлс Мелтон      | Раф                           |
| Паола Нуњез       | Рита                          |
| Кејт дел Кастиљо  | Изабел Аретас                 |
| Ники Џам          | Цвај−Ло                       |
| Џо Пантолијано    | капетан Конард Хауард         |